# Vinbergens naturreservat
Vinbergens naturreservat är ett naturreservat i Lycksele kommun i Västerbottens län.
Området är naturskyddat sedan 2023 och är 112 hektar stort. Reservatet ligger sydost om Lycksele och omfattar de två höjderna Nöl-Vinberget och Sör-Vinberget ochlilla Vinbergstjärnen. från vilken Vinbergsbäcken rinner. Området domineras av lövrika barrblandskogar. 